# Phobetes hidalgoi
Phobetes hidalgoi är en stekelart som beskrevs av Ian D. Gauld 1997. Phobetes hidalgoi ingår i släktet Phobetes och familjen brokparasitsteklar. Inga underarter finns listade i Catalogue of Life.